# نصرالله شاهمرادی (بازیکن فوتبال ساحلی)
نصرالله شاهمرادی (زادهٔ ۲ اسفند ۱۳۷۹ در گناوه) بازیکن فوتبال ساحلی اهل ایران است که در پست مهاجم بازی می‌کند. او عضو تیم ملی فوتبال ساحلی ایران بوده و در بازی‌های دوستانه بین‌المللی موفق به زدن ۶ گل در ۵ مسابقه شده‌است.

## زندگی‌نامه و فعالیت
نصرالله شاهمرادی در شهر گناوه به دنیا آمد. قد او ۱۷۰ سانتی‌متر و وزنش ۶۵ کیلوگرم است. شاهمرادی به دلیل سرعت بالا و توانایی گلزنی در بازی‌های ملی مورد توجه قرار گرفته‌است. او سابقه بازی در تیم‌های باشگاهی مطرح فوتبال ساحلی ایران را دارد و در مسابقات ملی و باشگاهی نقش مؤثری ایفا کرده‌است.

## افتخارات

### ملی
- انجام ۵ بازی دوستانه بین‌المللی برای تیم ملی فوتبال ساحلی ایران
- ثبت ۶ گل ملی در این بازی‌ها

### باشگاهی
- قهرمانی لیگ برتر فوتبال ساحلی ایران (۲ بار) با تیم پارس جنوبی جم
- نایب‌قهرمانی لیگ برتر فوتبال ساحلی ایران (۳ بار)
- قهرمانی رده امید فوتبال ساحلی (۲ بار)
- نایب‌قهرمانی رده امید فوتبال ساحلی (۲ بار)
- کسب رتبه پنجم جام باشگاه‌های جهان با تیم خزر رودسر